# Hypochthonius
Hypochthonius – rodzaj roztoczy z kohorty mechowców i rodziny Hypochthoniidae.
Rodzaj ten został opisany w 1836 roku przez Carla Ludwiga Kocha. Gatunkiem typowym wyznaczono Hypochthonius rufulus.
Mechowce te mają pomarańczowy lub żółtawy, nieco grzbietobrzusznie spłaszczony notogaster z jednym poprzecznym, kompletnym szwem. Między prodorsum a szwem właściwym brak przerywanego pośrodku rowka. Brak również gruczołów lateroabdominalnych.
Rodzaj kosmopolityczny.
Należy tu 6 opisanych gatunków:
- Hypochthonius elegans Hammer, 1979
- Hypochthonius latirostris Schweizer, 1956
- Hypochthonius luteus Oudemans, 1917
- Hypochthonius montanus Fujikawa, 2003
- Hypochthonius rufulus Koch, 1835
- Hypochthonius ventricosus (Canestrini, 1898)